# 常総市立石下中学校
常総市立石下中学校（じょうそうしりついしげちゅうがっこう）は、茨城県常総市本石下1000-1に所在する市立中学校。教育目標は、『豊かな心と確かな学力で夢を育てる生徒の育成』である。

## 沿革
出典
- 1967年（昭和42年） - 石下町立石下中学校が創立。

- 1969年（昭和44年） - プール竣工。

## 部活動
石下中学校には以下の部活動がある。（2023年現在）
- 野球部
- サッカー部
- ソフトテニス部
- 柔道部
- 剣道部
- 男子卓球部
- 女子卓球部
- バドミントン部
- 男子バスケ部
- 女子バスケ部
- 吹奏楽部
- 美術部
- 化学研究部

## 学区
出典
石下小学校、豊田小学校、玉小学校の学区と同じ。

## 交通アクセス
- 関東鉄道常総線石下駅下車、徒歩11分